# Korkeasaari (ö i Finland, Norra Savolax, Varkaus, lat 62,55, long 27,76)
Korkeasaari är en ö i Finland. Den ligger i sjön Kallavesi och i kommunen Leppävirta i den ekonomiska regionen  Varkaus ekonomiska region  och landskapet Norra Savolax, i den centrala delen av landet, 300 km nordost om huvudstaden Helsingfors. Öns area är 2,7 hektar och dess största längd är 210 meter i nord-sydlig riktning.